# Natação no Campeonato Mundial de Esportes Aquáticos de 2022 - 4x200 m livre feminino
A prova do revezamento 4x200 metros livre feminino da natação no Campeonato Mundial de Esportes Aquáticos de 2022 ocorreu no dia 22 de junho, em Budapeste, na Hungria.

## Recordes
Antes desta competição, os recordes mundiais e do campeonato nesta prova eram os seguintes:
| Tipo                  | Atleta    | Tempo     | Local   | Data                |
| --------------------- | --------- | --------- | ------- | ------------------- |
|                       | China     | 7m 40s 33 | Tóquio  | 29 de julho de 2021 |
| Recorde do campeonato | Austrália | 7m 41s 50 | Gwangju | 25 de julho de 2019 |

Os seguintes novos recordes foram estabelecidos durante esta competição. 
| Data        | Prova | Nacionalidade  | Tempo     | Recordes              |
| ----------- | ----- | -------------- | --------- | --------------------- |
| 22 de julho | Final | Estados Unidos | 7m 41s 45 | Recorde do campeonato |

## Medalhistas
| Ouro | Prata | Bronze |
| Estados Unidos · Claire Weinstein · Leah Smith · Katie Ledecky · Bella Sims · Alexandra Walsh* · Hali Flickinger* | Austrália · Madison Wilson · Leah Neale · Kiah Melverton · Mollie O'Callaghan · Lani Pallister* · Brianna Throssell* | Canadá · Summer McIntosh · Kayla Sanchez · Taylor Ruck · Penny Oleksiak · Mary-Sophie Harvey* · Katerine Savard* · Rebecca Smith* |

*Participaram apenas das eliminatórias, mas também receberam medalhas.

## Cronograma
Todos os horários são locais (UTC+2). 
| Data        | Hora  | Evento        |
| ----------- | ----- | ------------- |
| 22 de junho | 10:11 | Eliminatórias |
| 22 de junho | 19:50 | Final         |

## Resultados

### Eliminatórias
Esses foram os resultados das eliminatórias. A prova foi realizada no dia 22 de junho com início às 10:11.
| Pos. | Bateria | Raia | Nacionalidade  | Nadadoras | Tempo   | Notas  |
| ---- | ------- | ---- | -------------- | --- | ------- | ------ |
| 1    | 2       | 5    | Austrália      | Leah Neale (1:57.03) Lani Pallister (1:56.86) Brianna Throssell (1:57.23) Kiah Melverton (1:56.49)                  | 7:47.61 | Q      |
| 2    | 2       | 4    | China          | Li Bingjie (1:57.55) Lao Lihui (1:56.91) Ge Chutong (1:57.92) Ai Yanhan (1:56.70)                                   | 7:49.08 | Q      |
| 3    | 1       | 4    | Estados Unidos | Alexandra Walsh (1:57.94) Claire Weinstein (1:58.35) Hali Flickinger (1:57.05) Bella Sims (1:55.91)                 | 7:49.25 | Q      |
| 4    | 1       | 5    | Canadá         | Mary-Sophie Harvey (1:57.94) Katerine Savard (1:58.41) Rebecca Smith (1:59.03) Taylor Ruck (1:58.21)                | 7:53.59 | Q      |
| 5    | 1       | 3    | Hungria        | Zsuzsanna Jakabos (2:00.25) Nikolett Pádár (1:57.48) Ajna Késely (1:59.37) Dóra Molnár (1:59.42)                    | 7:56.52 | Q      |
| 6    | 1       | 6    | Brasil         | Stephanie Balduccini (1:58.64) Giovanna Diamante (1:59.57) Aline Rodrigues (2:00.31) Maria Paula Heitmann (1:59.41) | 7:57.93 | Q      |
| 7    | 2       | 6    | Japão          | Momoka Yoshii (2:01.50) Miyu Namba (1:57.31) Aoi Masuda (1:59.97) Waka Kobori (1:59.89)                             | 7:58.67 | Q      |
| 8    | 2       | 3    | Reino Unido    | Freya Anderson (1:59.96) Medi Harris (2:01.91) Freya Colbert (1:59.24) Lucy Hope (1:58.76)                          | 7:59.87 | Q, RET |
| 9    | 1       | 2    | Nova Zelândia  | Erika Fairweather (1:58.88) Eve Thomas (2:00.00) Caitlin Deans (2:03.42) Laura Littlejohn (2:02.57)                 | 8:04.87 | Q      |
| 10   | 2       | 7    | Áustria        | Marlene Kahler (2:01.28) Cornelia Pammer (2:02.23) Lena Kreundl (2:01.16) Lena Opatril (2:03.18)                    | 8:07.85 |        |
| 11   | 2       | 2    | Israel         | Lea Polonsky (2:02.62) Anastasia Gorbenko (1:59.88) Aviv Barzelay (2:04.50) Daria Golovaty (2:01.20)                | 8:08.20 |        |
| 12   | 1       | 7    | Coreia do Sul  | Kim Seo-yeong (1:59.65) Jung Hyun-young (2:04.39) Hur Yeon-kyung (2:06.41) Jo Hyun-ju (2:02.55)                     | 8:13.00 |        |

### Final
A final foi realizada em 22 de junho às 19:50.
| Pos.              | Raia | Nacionalidade  | Nadadoras | Tempo   | Notas                 |
| ----------------- | ---- | -------------- | --- | ------- | --------------------- |
| Medalha de ouro   | 3    | Estados Unidos | Claire Weinstein (1:56.71) Leah Smith (1:56.47) Katie Ledecky (1:53.67) Bella Sims (1:54.60)                        | 7:41.45 | Recorde do campeonato |
| Medalha de prata  | 4    | Austrália      | Madison Wilson (1:56.74) Leah Neale (1:55.27) Kiah Melverton (1:55.91) Mollie O'Callaghan (1:55.94)                 | 7:43.86 |                       |
| Medalha de bronze | 6    | Canadá         | Summer McIntosh (1:54.79) WJ Kayla Sanchez (1:57.39) Taylor Ruck (1:56.75) Penny Oleksiak (1:55.83)                 | 7:44.76 |                       |
| 4                 | 5    | China          | Tang Muhan (1:58.10) Li Bingjie (1:56.67) Ai Yanhan (1:56.77) Yang Junxuan (1:54.18)                                | 7:45.72 |                       |
| 5                 | 2    | Hungria        | Nikolett Pádár (1:58.01) Dóra Molnár (1:59.76) Ajna Késely (1:59.69) Boglárka Kapás (2:00.44)                       | 7:57.90 |                       |
| 6                 | 7    | Brasil         | Stephanie Balduccini (1:59.00) Giovanna Diamante (1:59.37) Aline Rodrigues (2:00.43) Maria Paula Heitmann (1:59.58) | 7:58.38 |                       |
| 7                 | 8    | Nova Zelândia  | Erika Fairweather (1:58.24) Eve Thomas (1:59.17) Caitlin Deans (2:01.57) Laura Littlejohn (2:00.10)                 | 7:59.08 |                       |
| 8                 | 1    | Japão          | Momoka Yoshii (2:01.67) Miyu Namba (1:58.52) Aoi Masuda (1:59.70) Waka Kobori (2:00.14)                             | 8:00.03 |                       |

Legenda
| Recorde mundial       | Recorde mundial (World record)               |                       | Recorde africano                      | Recorde africano (African) |                                           | Q | Classificado por posição (Qualified) |
| Recorde do campeonato | Recorde do campeonato (Championship record)  | Recorde da América    | Recorde da América (Americas)         | q                          | Classificado por melhor tempo (Qualified) |   |                                      |
| Melhor marca do ano   | Melhor marca do ano (World leading)          | Recorde asiático      | Recorde asiático (Asian)              | DNS                        | Não largou (Did not start)                |   |                                      |
| Recorde nacional      | Recorde nacional (National record)           | Recorde europeu       | Recorde europeu (European)            | DNF                        | Não terminou (Did not finish)             |   |                                      |
| Recorde pessoal       | Recorde pessoal do atleta (Personal best)    | Recorde da Oceania    | Recorde da Oceania (Oceania)          | DSQ / DQ                   | Desclassificado (Disqualified)            |   |                                      |
| Recorde da temporada  | Recorde da temporada do atleta (Season best) | Recorde sul-americano | Recorde sul-americano (South America) | NM                         | Sem marca (No mark)                       |   |                                      |